# Casinaria cultellator
Casinaria cultellator là một loài tò vò trong họ Ichneumonidae.